# Lukas Hottinger
Lukas Conrad Hottinger (* 25. Februar 1933 in Düsseldorf; † 4. September 2011 in Basel) war ein Schweizer Mikro-Paläontologe und Biologe, spezialisiert auf Foraminiferen (und hier Makro-Foraminiferen).

## Leben
Hottinger stammte aus einer Ärztefamilie und wurde als Schweizer Staatsbürger in Düsseldorf geboren. Sein Vater war Adolf Hottinger, später Professor für Pädiatrie in Basel, und seine Mutter Greta Cahn-Hottinger, Tochter von Arnold Cahn und ebenfalls Ärztin. Sein älterer Bruder war der Journalist Arnold Hottinger. Er ging in Basel zur Schule (Abitur am Humanistischen Gymnasium 1952) und studierte dort (nach einem Beginn des Studiums der Medizin) Geologie, Paläontologie, Mineralogie, Zoologie und Botanik. Er wurde 1959 bei Manfred Reichel an der Universität Basel über die Systematik und Biostratigraphie der Foraminiferengruppe der Alveolinidae des Paläozäns und Eozäns promoviert. Wie auch sein Lehrer Reichel hatte er zeichnerisches Talent und fertigte die Zeichnungen von Foraminiferen für seine Dissertation selbst an. Als Post-Doktorand arbeitete er 1959 bis 1964 für die geologische Landesaufnahme von Marokko unter Georges Choubert und Anne Faure-Muret. Er richtete dort in Rabat deren erstes mikropaläontologisches Labor ein und lehrte an der Universität Rabat. Das führte zu seiner Basler Habilitation über Foraminiferen des Jura von Marokko. Ab 1964 war er Hilfskurator am Naturhistorischen Museum in Basel unter dem Museumsdirektor Hans Walter Schaub (1913–1994), mit dem er auch viel zusammenarbeitete (sie führten 1960 die Schichtstufe Llerdien ein) und befreundet war. Am Museum baute er eine Dauerausstellung über die Geologie des Basler Raumes auf. 1966 wurde er als Nachfolger seines Lehrers Reichel Professor für Geologie und Paläontologie in Basel und war auch am dortigen Naturhistorischen Museum. 1998 emeritierte er. Seit einer Gastprofessur 1970 an der Hebräischen Universität arbeitete er viel mit israelischen Wissenschaftlern (Zeev Reiss vom Steinitz Marine Laboratory in Elat) und seit 1969 mit Mikropaläontologen in Slowenien (Ljubljana). Ausserdem hatte er enge Kontakte zu Forschungseinrichtungen und Universitäten in Barcelona, Lahore, Isfahan und Neapel.
Er galt als international anerkannter Wissenschaftler für Foraminiferen, die er auf fast allen Kontinenten untersuchte (wie indo-pazifischer Raum, Afrika, Atlantik, Mittelmeer, Pyrenäen). Neben fossilen Foraminiferen befasst er sich auch mit rezenten, zum Beispiel auf den Malediven, Mauritius, im Golf von Akaba, im Mittelmeer und in Neukaledonien. Er nutzte seine Expertise auch für Studien zur Umweltverschmutzung und der Ablagerung radioaktiver Abfälle in der Tiefsee. Er war Mitglied der internationalen stratigraphischen Kommission für das Paläogen. Er hatte eine führende Rolle im Projekt Early Paleogene Benthos des IGCP (International Geoscience Program der UNESCO und IUGS), das die Entwicklung der marinen Fauna nach dem Massenaussterben an der Wende Kreide-Tertiär untersuchte, und im IGCP-Projekt Neritic events at the Middle/Upper Eocene. Er hielt in den 1990er Jahren Kurse über Makroforaminiferen innerhalb des COMETT Programms der EU.
2007 wurde er korrespondierendes Mitglied der Paläontologischen Gesellschaft und er war Mitglied der Akademie der Naturwissenschaften Schweiz (deren Vizepräsident er 1988 bis 1994 war) und der Slowenischen Akademie der Wissenschaften (1993). 1997 erhielt er für sein Lebenswerk den Cushman Award der Cushman Foundation for Foraminiferal Research und wurde Ehrendoktor der Universidad Autonoma de Barcelona. 
Hottinger veröffentlichte über 160 Aufsätze und sechs grössere Monografien.
Er war verheiratet und hatte drei Söhne.

## Schriften
- Recherches sur les Alveolines du Paleocene et de Eocene, Mémoires Suisses de Palèontologie, Band 75/76, 1960
- Foraminifères imperforés du Mesozoique Marocain, Notes et Mémoires du Service Géologique du Maroc, Band 209, 1967
- Foraminiferes operculiformes, Memoires Museum National Histoire Naturelle Paris, Band C 40, 1977, (129 Seiten)
- mit Katica Drobne Early Tertiary conical foraminifera, Razprave, Band 22, 1980, S. 169–276
- mit Z. Reiss The Gulf of Aqaba, Ecological Micropaleontology, Ecological Studies, Band 50, Springer Verlag 1984
- mit E. Halicz, Z. Reiss Recent foraminifera from the Gulf of Aqaba, Red Sea, Slovenska Akademija Znanosti in Umenosti (Ljubljana), classis IV, Band 33, 1993
- als Herausgeber: Rotaliid Foraminifera, Memoires Suisses de Paleontologie, Band 101, 1980
- Larger Foraminifera, giant cells with a historical background,  Naturwissenschaften, Band 69, 1982, S. 361–371
- Learning from the past, in R. Levi-Montalcini (Herausgeber) Frontiers of Life, Band 4, Teil 2 (Discovery and spoliation of the biosphere), 2001, S. 449–477
- Illustrated glossary of terms used in foraminiferal research, Notebooks on Geology (Brest), Memoir 2006/2 (126 Seiten)